# Bitkine
Bitkine (en àrab بيتكين, Bītkīn) és una petita ciutat i sotsprefectura en el centre del Txad. La ciutat és el centre administratiu del departament d'Abtouyour, en la regió de Guéra.

## Demografia
|      | Població |
| ---- | -------- |
| 1993 | 13 619   |
| 2009 | 29 302   |